# Coordonnées de Painlevé-Gullstrand
Les coordonnées de Painlevé-Gullstrand sont un système de coordonnées d'espace-temps utilisées pour étudier la métrique de Schwarzschild.

## Coordonnées
Les coordonnées de Painlevé-Gullstrand sont notées cT, r, θ, φ.
La coordonnées de temps (T) est le temps propre mesuré par un observateur en chute libre radiale depuis l'infini et sans vitesse initiale. Elle est reliée à la coordonnée de temps (t) de Schwarzschild par :
{\displaystyle cT=ct+2R_{\mathrm {S} }\left[{\sqrt {\frac {r}{R_{\mathrm {S} }}}}+{\frac {1}{2}}\ln \left({\frac {{\sqrt {\frac {r}{R_{\mathrm {S} }}}}-1}{{\sqrt {\frac {r}{R_{\mathrm {S} }}}}+1}}\right)\right]},
où :
- {\displaystyle c} est la vitesse de la lumière dans le vide ;
- {\displaystyle R_{\mathrm {S} }={\frac {2GM}{c^{2}}}} est le rayon de Schwarzschild, où {\displaystyle G} et {\displaystyle M} sont respectivement la constante de Newton et la masse ;
- {\displaystyle \ln } est le logarithme naturel.

Les trois coordonnées d'espace (r, θ, φ) sont celles (r, θ, φ) de Schwarzschild.

## Métrique
En coordonnées de Painlevé-Gullstrand, la métrique de Schwarzschild s'écrit :
{\displaystyle \mathrm {d} s^{2}=-c^{2}\mathrm {d} T^{2}+\left(\mathrm {d} r+{\sqrt {\frac {R_{\mathrm {S} }}{r}}}c\mathrm {d} T\right)^{2}+r^{2}\mathrm {d} \Omega ^{2}},
où :
- {\displaystyle R_{\mathrm {S} }} est le rayon de Schwarzschild ;
- {\displaystyle \mathrm {d} \Omega ^{2}=\mathrm {d} \theta ^{2}+\sin ^{2}\theta \mathrm {d} \varphi ^{2}}

En unités géométriques, elle s'écrit :
{\displaystyle \mathrm {d} s^{2}=-\mathrm {d} T^{2}+\left(\mathrm {d} r+{\sqrt {\frac {2m}{r}}}\mathrm {d} T\right)^{2}+r^{2}\mathrm {d} \Omega ^{2}},
où, par définition, {\displaystyle c=1}, {\displaystyle G=1} et {\displaystyle m=GMc^{-2}}

## Histoire
Les éponymes des coordonnées de Painlevé-Gullstrand sont le mathématicien et homme politique français Paul Painlevé (1863-1933) et le physicien et ophtalmologue suédois Allvar Gullstrand (1862-1930).
Leur intérêt est qu'historiquement, il s'agit du premier système de coordonnées découvert grâce auquel la métrique de Schwarzschild n'est pas singulière en {\displaystyle r=2GMc^{-2}}.

#### Publications originales
- [Painlevé 1921] Paul Painlevé, « La mécanique classique et la théorie de la relativité », Comptes rendus hebdomadaires des séances de l'Académie des sciences, t. 173, no 17,‎ 1921, p. 677-680 (Bibcode 1921CR....173..677P, lire en ligne).
- [Gullstrand 1922] (de) Allvar Gullstrand, « Allgemeine Lösung des statischen Einkörperproblems in der Einsteinschen Gravitationstheorie » [« Solution générale du problème à un corps statique dans la théorie de la gravitation d'Einstein »], Arkiv för Matematik, Astronomi och Fysik, vol. 16, no 8,‎ 1922, p. 1-15 (OCLC 248763855).

#### Études
- [Fric 2014] Jacques Fric, « Painlevé, une contribution trop originale à la relativité générale pour avoir été comprise à l'époque ! », Bibnum, no 851,‎ avr. 2014, p. 21 p. (OCLC 5814688880, résumé, lire en ligne).
- [Hamilton et Lisle 2008] (en) Andrew J. S. Hamilton et Jason P. Lisle, « The river model of black holes » [« Le « modèle de la rivière » de trous noirs »], Am. J. Phys., vol. 76, no 6,‎ juin 2008, p. 519-532 (OCLC 232315685, DOI 10.1119/1.2830526, Bibcode 2008AmJPh..76..519H, arXiv gr-qc/0411060, résumé).
- [Martel et Poisson 2001] (en) Karl Martel et Eric Poisson, « Regular coordinate systems for Schwarzschild and other spherical spacetimes » [« Systèmes réguliers de coordonnées pour la métrique de Schwarzschild et d'autres métriques à symétrie sphérique »], Am. J. Phys., vol. 69, no 4,‎ avr. 2001, p. 476-480 (OCLC 204852636, DOI 10.1119/1.1336836, Bibcode 2001AmJPh..69..476M, arXiv gr-qc/0001069, résumé).

#### Ouvrages
- [Faraoni 2015] (en) Valerio Faraoni, Cosmological and black hole apparent horizons, Cham, Springer, coll. « Lecture notes in physics » (no 907), juill. 2015, 1re éd., 1 vol., XVI-199, ill. et fig., 15,6 × 23,4 cm, br. (ISBN 978-3-319-19239-0, EAN 9783319192390, BNF 44679877, LCCN 7326901611, DOI 10.1007/978-3-319-19240-6, SUDOC 187688281, présentation en ligne, lire en ligne).
- [Heinicke et Hehl 2017] (en) Christian Heinicke et Friedrich W. Hehl, « Schwarzschild and Kerr solutions of Einstein's field equation : an introduction », dans Wei-Tou Ni (éd.), One hundred years of general relativity : from genesis and empirical foundations to gravitational waves, cosmology and quantum gravity [« Cent ans de relativité générale : de la genèse et des fondements empiriques aux ondes gravitationnelles, à la cosmologie et à la gravité quantique »], t. Ier, New Jersey, World Scientific, hors coll., juill. 2017, 1re éd., 1 vol., XXXII-16 p. et I-630-XLI, ill. et fig., 17 × 24,4 cm, rel. (ISBN 978-981-4678-48-3, EAN 9789814678483, OCLC 1002304256, BNF 45102782, DOI 10.1142/9389-vol1, SUDOC 203795857, présentation en ligne, lire en ligne), Ire part., chap. 3 [« Les solutions de Schwarzschild et de Kerr de l'équation du champ d'Einstein »], p. 109-185 (10.1142/9789814635134_0003).
- [Frolov et Novikov 1998] (en) Valeri P. Frolov et Igor D. Novikov, Black hole physics : basic concepts and new developments [« Physique des trous noirs : concepts de base et nouveaux développements »], Dordrecht, Boston et Londres, Kluwer Academic, coll. « Fundamental theories of physics » (no 96), nov. 1998, 2e éd. (1re éd. nov. 1989), 1 vol., XXI-770, ill. et fig., 15,6 × 23,4 cm, rel. (ISBN 0-7923-5145-2 et 0-7923-5146-0, EAN 9780792351450, OCLC 924984139, BNF 37548037, DOI 10.1007/978-94-011-5139-9, Bibcode 1998bhp..book.....F, SUDOC 045222835, présentation en ligne, lire en ligne).